# 长宁街道 (松原市)
长宁街道，是中华人民共和国吉林省松原市宁江区下辖的一个乡镇级行政单位。

## 行政区划
长宁街道下辖以下地区：
四百社区、新苑社区、和宁社区和三厂社区。